# Myria
Myria, officieel het Federaal Migratiecentrum, is een Belgische overheidsdienst met als opdracht te waken over de grondrechten van vreemdelingen, te informeren over de aard en de omvang van migratiestromen en te strijden tegen mensenhandel en mensensmokkel.

## Geschiedenis
In 2014 werd het Centrum voor Gelijkheid van Kansen en Racismebestrijding omgevormd tot een interfederale instelling. De zuiver federale taken werden toevertrouwd aan een nieuwe overheidsdienst, het Federaal Migratiecentrum. Voor die taken is Myria de rechtsopvolger van het CGKR.
Op 24 april 2014 verkoos de Kamer van volksvertegenwoordigers de leden van de eerste raad van bestuur. Op 16 maart 2015 stelde die raad François De Smet aan als de eerste directeur. Het centrum besloot om vanaf 3 september 2015 de omslachtige wettelijke benaming in de communicatie te vervangen door Myria.
Op 20 maart 2019 werd adjunct-directeur Koen Dewulf directeur nadat De Smet zich verkiesbaar had gesteld voor Défi bij de federale verkiezingen.
Myria is bevoegd om zelf in rechte op te treden tegen mensenhandel en tegen tewerkstelling van mensen zonder verblijfsrecht. 

## Werking
De leiding van Myria is in handen van een directeur en een tienkoppige raad van bestuur. Die laatste is identiek aan de federale kamer van Unia en bestaat uit tien effectieve en tien plaatsvervangende leden (met dubbele pariteit tussen Nederlandstaligen/Franstaligen en vrouwen/mannen).

### Onderzoeken
Myria voert studies uit en verzamelt gegevens. Op basis daarvan kan het beleidsaanbevelingen formuleren aan de overheid. Het kan ook privé-personen adviseren en helpen met juridische raad. 
Uit onderzoek in 2022, in samenwerking met de Universiteit Antwerpen, bleek het aandeel van de werknemers die via detachering in België werkten, en afkomstig van buiten de Europese Unie, in 2016 op 4 procent lag, en in 2020 op 15 procent. In de praktijk waren dus vele duizenden Brazilianen, Oekraïners, Bosniërs en Wit-Russen legaal in België aan het werk.